# 3544 Borodino
3544 Borodino (1977 RD4) là một tiểu hành tinh vành đai chính được phát hiện ngày 7 tháng 9 năm 1977 bởi Chernykh, N. ở Nauchnyj. Nó được đặt theo tên the village thuộc Borodino, commemorating the battle that took place there in 1812.